# Баррі Міддлтон
Баррі Міддлтон (англ. Barry Middleton; нар. 12 січня 1984) — британський хокеїст на траві.
Учасник Олімпійських Ігор 2004, 2008, 2012, 2016 років.
Бронзовий призер Ігор Співдружності 2018 року.
.
Бронзовий призер Чемпіонату Європи 2017 року.